# Domínguez (álbum)
Domínguez es el undécimo álbum del cantautor cubano Silvio Rodríguez.
El tercer disco de la trilogía Silvio, Rodríguez y Domínguez, trilogía básicamente compuesta por temas con el único acompañamiento de su guitarra. Este disco está dedicado a su madre y a la familia de su madre. Los "Domínguez de La Loma" por su música. Al igual que los dos discos anteriores, es interpretado sólo a guitarra, con añadido de algún bajo acústico, pero incluyendo también algún que otro efecto de sonido electrónico. La Canción del trovador errante es interpretada íntegramente recitada. El Tema de los locos es instrumental salvo la parte final, donde se oye de fondo el tema infantil Antón Pirulero.

## Lista de canciones
1. Paladar - 3:52
2. Ala de colibrí - 4:15
3. Soltar todo y largarse - 2:37
4. Canción del trovador errante - 3:16
5. Reino de todavía - 6:44
6. Caballo místico - 2:55
7. Si seco un llanto - 4:31
8. Se demora - 3:08
9. Me quieren - 3:46
10. Hacia el porvenir - 2:16
11. Tema de los locos - 3:33
12. El viento eres tú - 3:57

## Créditos
- Letra y música: Silvio Rodríguez.
- Arreglos, guitarras, bajo acústico y voces: Silvio Rodríguez.
- Colaboraciones: Angelia Domínguez: voz en El viento eres tú y Anabel López Domínguez: voz en Si seco un llanto
- Grabación: Jezy Belc y Miguel Ángel Bárzagas.
- Mezclas: Jezy Belc, Miguel Ángel Bárzagas y Silvio Rodríguez.
- ProTools III: Juan José Rodríguez y Víctor Cicard.
- Fotos: José Alberto Figueroa y archivo familiar.
- Diseño: Roque.
- Diseño de portada, producción y dirección general: Silvio Rodríguez.
- Año: 1996